# Strnjenci
Strnjenci (znanstveno ime Panus) so rod gliv iz družine ''Panaceae''.

## Seznam strnjencev Slovenije[2]
- školjkasti strnjenec (Panus conchatus)
- pusti strnjenec (Panus lecomtei)